# Gijsbert Kamer
Gijsbert Kamer (Laren (Noord-Holland), 1963) is een Nederlandse popjournalist, voornamelijk actief voor de Volkskrant. Naast de recensies die hij maakt voor de Volkskrant, presenteerde hij ook een aantal jaar de televisieverslagen van Lowlands en werkte voor de VPRO onder andere voor Loladamusica.
Verder was hij jarenlang DJ in De Melkweg en bij de Pop-o-matic in Tivoli, ook had hij een wekelijkse radioshow bij KX Radio. In 2015 beluistert Kamer in één keer achter elkaar de 20 uur durende cd-box Bob Dylan The Cutting Edge 1965 – 1966 waar hij een liveblog over maakt voor De Volkskrant. In 2021 maakt hij de tekst bij het boek Neil Young by Hanekroot van fotograaf (en naamgenoot) Gijsbert Hanekroot.
In 2001 won Kamer de Pop Pers Prijs.